# 神の怒り

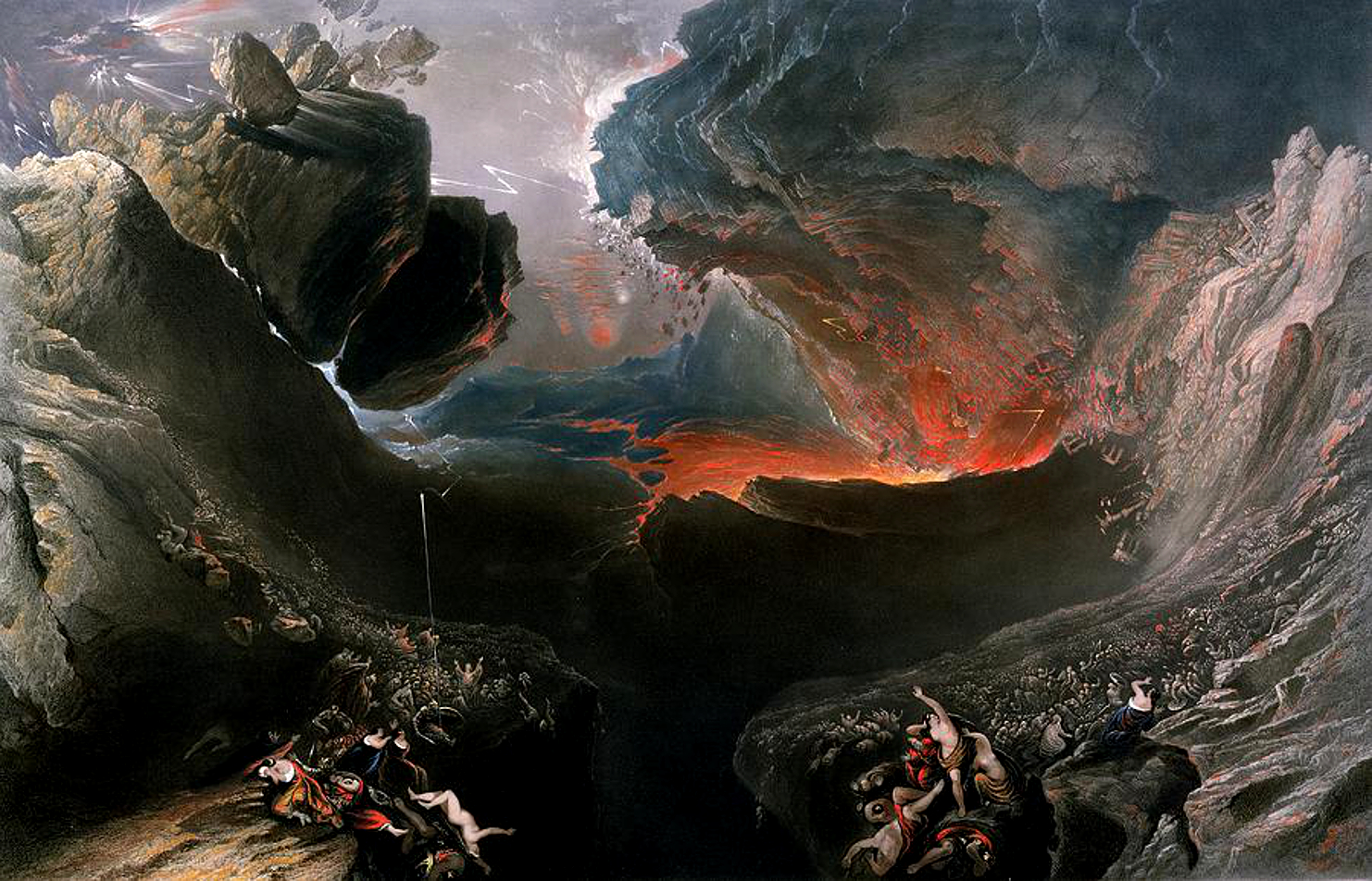
『御怒りの大いなる日』（ヨハネの黙示録6章17節）画：John Martin、作：1853年頃

神の怒り（かみのいかり、ギリシア語: οργη θεου、英語: Wrath of God）、とは聖書の語句。

## 聖書
「神の怒り」が見出される聖書の箇所として以下が挙げられる。

## 神学

### 教父
アウグスティヌスは神の怒りとは、罪に対して罰が科せられる裁きであるとする。キリスト者はやがて来るべき日に御国に入れられるが、神なしになにもすることはできず、神の怒りに落ちる他はなかったと述べている。

### カトリック教会
地獄の火は罪人に対する神の激しい怒りをあらわすとされる。

### 福音派
聖書は全人類が神の怒りの下にあると啓示している。福音は、人をクリスチャンとノンクリスチャンの二種類のグループに分ける。イエス・キリストの福音が非キリスト教のノン・クリスチャンの世界に対して言うべきことは、神の怒りだけである。神の怒りについて語った有名な説教に、ジョナサン・エドワーズの「怒れる神の御手の中にある罪人」がある。
エドワーズは、神の激しい怒りを示す聖句にイザヤ書63章をあげている。新生していない者は、怒れる神の御手の中にある。神は憤って彼らを踏みにじり、返り血を浴びた神の衣がよごれる。　「我はひとりにて酒榨をふめり もろもろの民のなかに我とともにする者なし われ怒によりて彼等をふみ忿恚によりてかれらを蹈にじりたれば かれらの血わが衣にそそぎわが服飾をことごとく汚したり そは刑罰の日わが心の中にあり 救贖の歳すでにきたれり」
マーティン・ロイドジョンズは、神の怒りを説教することへの反対論に対し、教会が神の怒りについて話さなくなってから、人々が教会から離れたと指摘している。 また、ロイドジョンズは、リベラルの考えに反して、ジョナサン・エドワーズ、ジョージ・ホウィットフィールド、ピューリタン、プロテスタントの父祖たち、アウグスティヌスが原罪と神の怒りを教えたときに、神が多くの人を救いに導かれたことに注目している。
ジョン・グレッサム・メイチェンは、自由主義神学（リベラル）が神の怒りを否定しており、リベラルはイエス・キリストの弟子と見なされないと指摘する。イエス・キリストの教えの前提には、神の怒りがある。「新約聖書は、神の怒りと、イエス自身の怒りとを明瞭に語っている。そしてイエスの教説の全体は罪に対する神の怒りを前提としている。しからば、イエスの教説と模範の中よりこの生命要素を拒否する所の人々が、如何なる権利をもって自らをイエスの真の弟子と看做し得るか。事実は神の怒りの教義の現代的拒斥は、全新約聖書及びイエス自身の真の教説と全然一致せざる軽き罪悪感より来るものである。もし人が真に一度罪の確信の下に来るならば、彼は十字架の教理に関して少しも異論を抱かぬであろう。」
また、ロバート・チャールズ・スプロールは救いとは神の怒りからの救いであるとし、ペラギウス主義と自由主義神学（リベラリズム）に救いはない、としている。
フランシス・シェーファーは、すべての人間は神の怒りの下にあるが、欧米は宗教改革の真理を踏みつけたのであり、現代人に耳を傾けさせることのできる説教は、神のさばきを語る説教しかないとする。クリスチャンはエレミヤのように、すべての人や文化の上に臨んでいる、神のさばきを語らなければならないと述べている。

### 自由主義神学
アルブレヒト・リッチュルとリッチュル学派神学では、神の愛のみがあり、神の怒りは存在しない。

### ユニヴァーサリズム
カール・バルトの神学においては、イエス・キリストを信じる者も信じない者もすべて神の怒りから救い出されるのであるとエミール・ブルンナーは指摘し、バルトの万人救済論はオリゲネス以上であるとしている。